# Agabus nebulosus
Agabus nebulosus là một loài bọ cánh cứng trong họ Bọ nước. Loài này được Forster miêu tả khoa học năm 1771.

## Hình ảnh

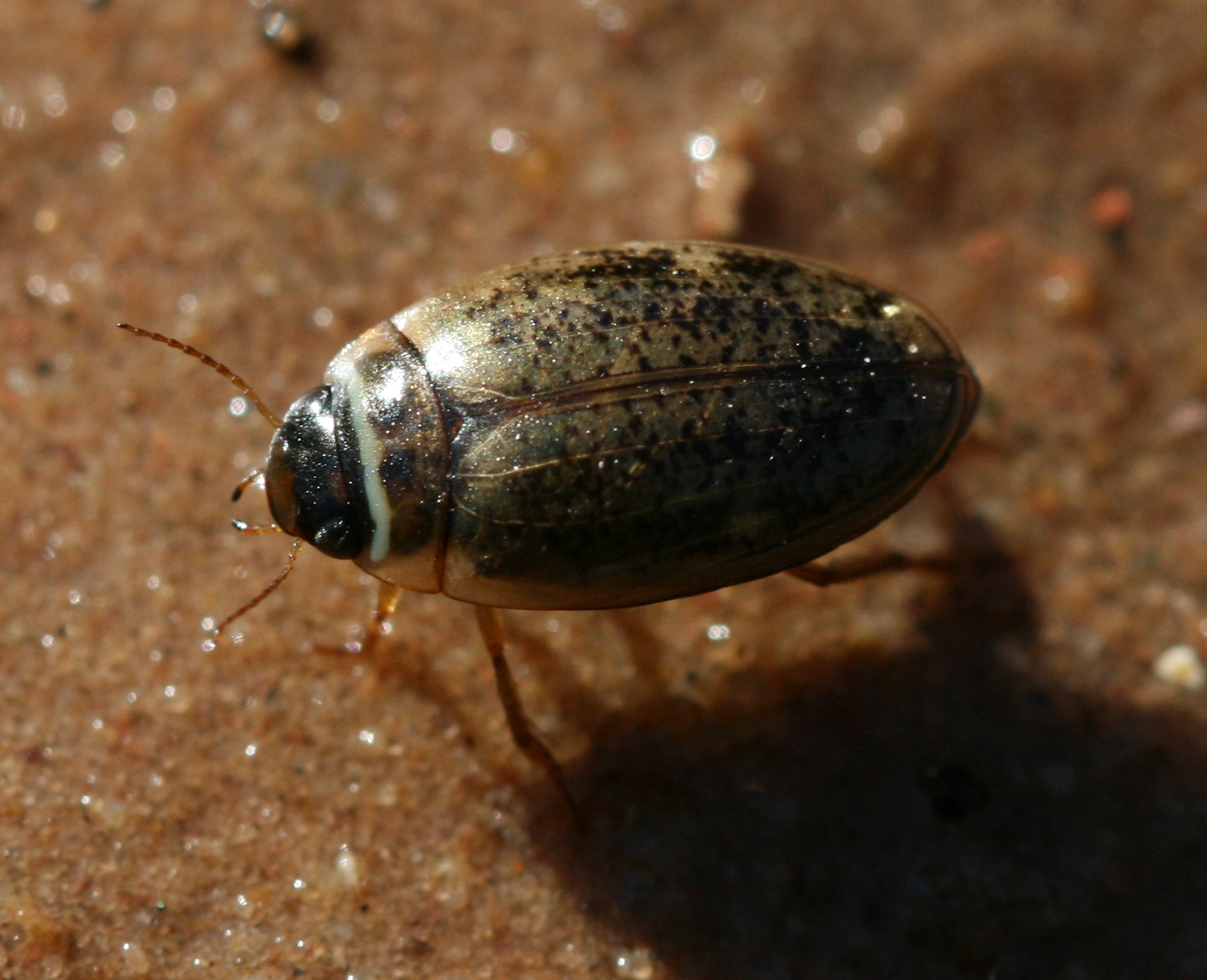
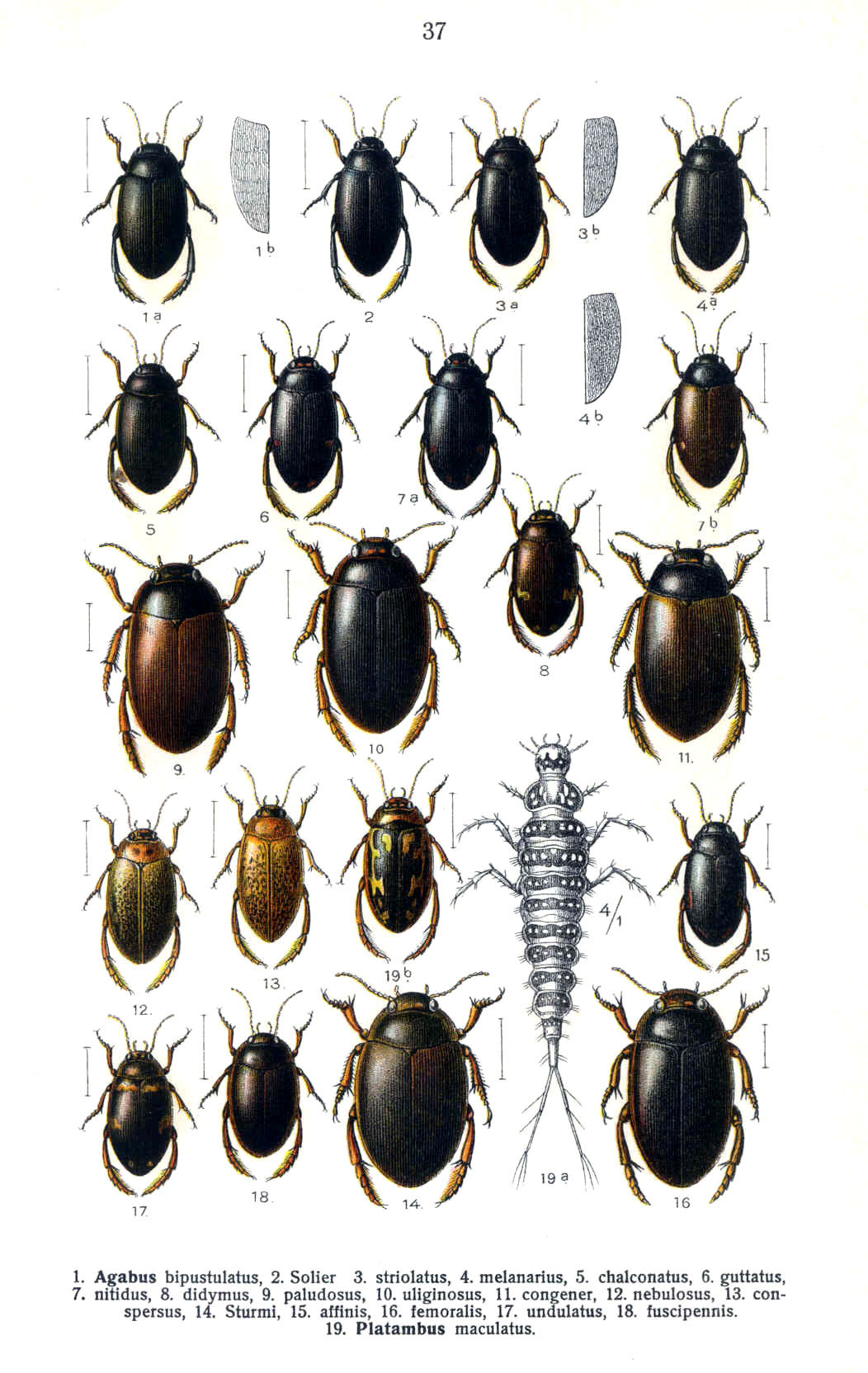
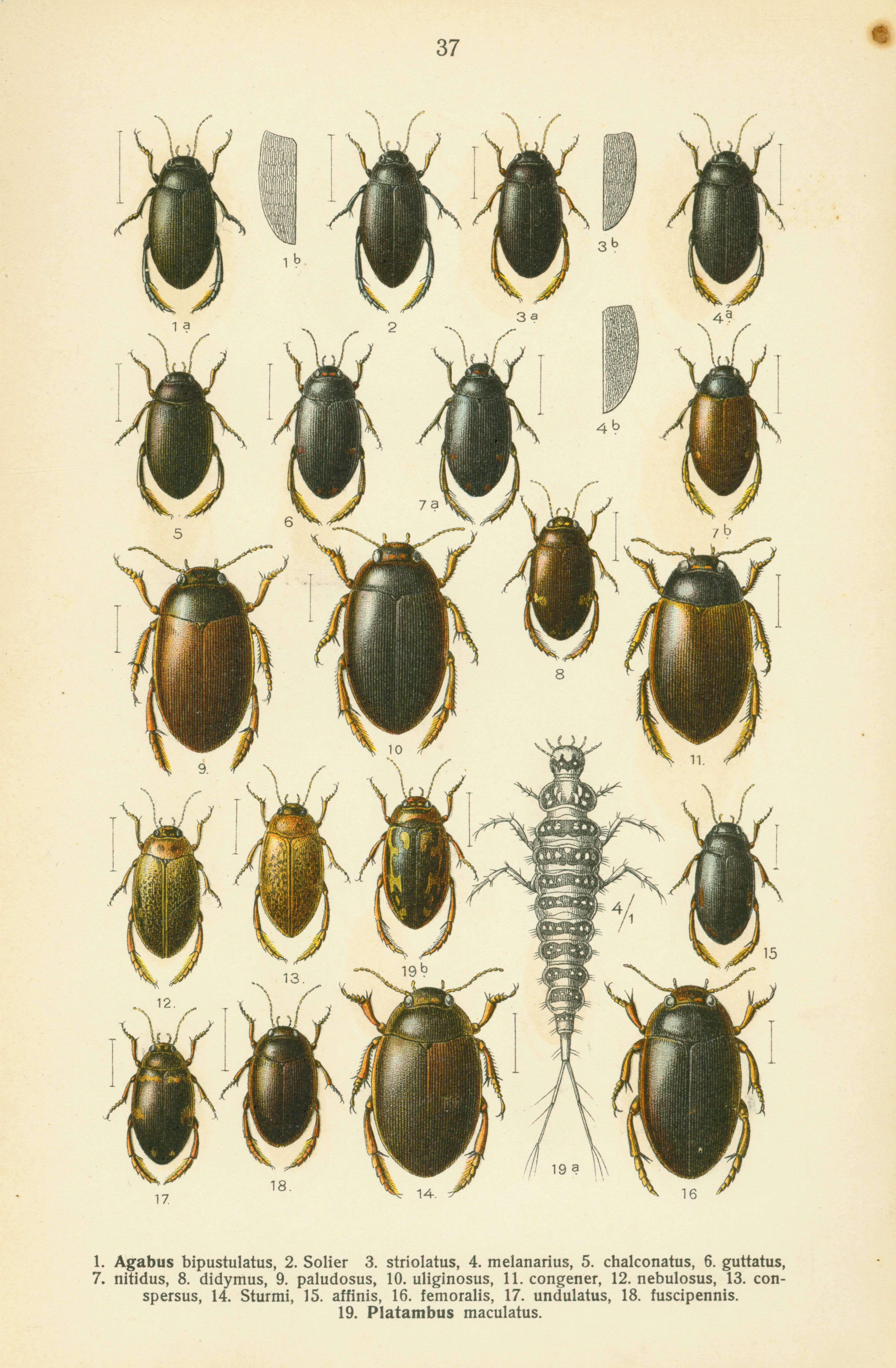